# Grand Prix Evropy 2011
Grand Prix Evropy 2011 (LIV Telefónica Grand Prix of Europe) osmý závod 62. ročníku mistrovství světa jezdců Formule 1 a 53. ročníku poháru konstruktérů, historicky již 848. grand prix, se uskutečnila na okruhu ve Valencii.

## Výsledky

### Kvalifikace
| Pořadí              | Číslo | Jezdec             | Konstruktér          | 1. část  | 2. část  | 3. část  | Start |
| ------------------- | ----- | ------------------ | -------------------- | -------- | -------- | -------- | ----- |
| 1                   | 1     | Sebastian Vettel   | Red Bull-Renault     | 1:39.116 | 1:37.305 | 1:36.975 | 1     |
| 2                   | 2     | Mark Webber        | Red Bull-Renault     | 1:39.956 | 1:38.058 | 1:37.163 | 2     |
| 3                   | 3     | Lewis Hamilton     | McLaren-Mercedes     | 1:39.244 | 1:37.727 | 1:37.380 | 3     |
| 4                   | 5     | Fernando Alonso    | Ferrari              | 1:39.725 | 1:37.930 | 1:37.454 | 4     |
| 5                   | 6     | Felipe Massa       | Ferrari              | 1:38.413 | 1:38.566 | 1:37.535 | 5     |
| 6                   | 4     | Jenson Button      | McLaren-Mercedes     | 1:39.453 | 1:37.749 | 1:37.645 | 6     |
| 7                   | 8     | Nico Rosberg       | Mercedes             | 1:39.266 | 1:38.373 | 1:38.231 | 7     |
| 8                   | 7     | Michael Schumacher | Mercedes             | 1:39.198 | 1:38.365 | 1:38.240 | 8     |
| 9                   | 9     | Nick Heidfeld      | Renault              | 1:39.877 | 1:38.781 | no time  | 9     |
| 10                  | 14    | Adrian Sutil       | Force India-Mercedes | 1:39.329 | 1:39.034 | no time  | 10    |
| 11                  | 10    | Vitalij Petrov     | Renault              | 1:39.690 | 1:39.068 |          | 11    |
| 12                  | 15    | Paul di Resta      | Force India-Mercedes | 1:39.852 | 1:39.422 |          | 12    |
| 13                  | 11    | Rubens Barrichello | Williams-Cosworth    | 1:39.602 | 1:39.489 |          | 13    |
| 14                  | 16    | Kamui Kobajaši     | Sauber-Ferrari       | 1:40.131 | 1:39.525 |          | 14    |
| 15                  | 12    | Pastor Maldonado   | Williams-Cosworth    | 1:39.690 | 1:39.645 |          | 15    |
| 16                  | 17    | Sergio Pérez       | Sauber-Ferrari       | 1:39.494 | 1:39.657 |          | 16    |
| 17                  | 18    | Sébastien Buemi    | Toro Rosso-Ferrari   | 1:39.679 | 1:39.711 |          | 17    |
| 18                  | 19    | Jaime Alguersuari  | Toro Rosso-Ferrari   | 1:40.232 |          |          | 18    |
| 19                  | 20    | Heikki Kovalainen  | Lotus-Renault        | 1:41.664 |          |          | 19    |
| 20                  | 21    | Jarno Trulli       | Lotus-Renault        | 1:42.234 |          |          | 20    |
| 21                  | 24    | Timo Glock         | Virgin-Cosworth      | 1:42.553 |          |          | 21    |
| 22                  | 23    | Vitantonio Liuzzi  | HRT-Cosworth         | 1:43.584 |          |          | 22    |
| 23                  | 25    | Jérôme d'Ambrosio  | Virgin-Cosworth      | 1:43.735 |          |          | 23    |
| 24                  | 22    | Narain Karthikeyan | HRT-Cosworth         | 1:44.363 |          |          | 24    |
| 107% time: 1:45.301 |       |                    |                      |          |          |          |       |

### Závod
| Pořadí | Číslo | Jezdec             | Konstruktér          | Kola | Čas/odstoupení | Start | Body |
| ------ | ----- | ------------------ | -------------------- | ---- | -------------- | ----- | ---- |
| 1      | 1     | Sebastian Vettel   | Red Bull-Renault     | 57   | 1:39:36.169    | 1     | 25   |
| 2      | 5     | Fernando Alonso    | Ferrari              | 57   | +10.891        | 4     | 18   |
| 3      | 2     | Mark Webber        | Red Bull-Renault     | 57   | +27.255        | 2     | 15   |
| 4      | 3     | Lewis Hamilton     | McLaren-Mercedes     | 57   | +46.190        | 3     | 12   |
| 5      | 6     | Felipe Massa       | Ferrari              | 57   | +51.705        | 5     | 10   |
| 6      | 4     | Jenson Button      | McLaren-Mercedes     | 57   | +1:00.065      | 6     | 8    |
| 7      | 8     | Nico Rosberg       | Mercedes             | 57   | +1:38.090      | 7     | 6    |
| 8      | 19    | Jaime Alguersuari  | Toro Rosso-Ferrari   | 56   | +1 kolo        | 18    | 4    |
| 9      | 14    | Adrian Sutil       | Force India-Mercedes | 56   | +1 kolo        | 10    | 2    |
| 10     | 9     | Nick Heidfeld      | Renault              | 56   | +1 kolo        | 9     | 1    |
| 11     | 17    | Sergio Pérez       | Sauber-Ferrari       | 56   | +1 kolo        | 16    |      |
| 12     | 11    | Rubens Barrichello | Williams-Cosworth    | 56   | +1 kolo        | 13    |      |
| 13     | 18    | Sébastien Buemi    | Toro Rosso-Ferrari   | 56   | +1 kolo        | 17    |      |
| 14     | 15    | Paul di Resta      | Force India-Mercedes | 56   | +1 kolo        | 12    |      |
| 15     | 10    | Vitalij Petrov     | Renault              | 56   | +1 kolo        | 11    |      |
| 16     | 16    | Kamui Kobajaši     | Sauber-Ferrari       | 56   | +1 kolo        | 14    |      |
| 17     | 7     | Michael Schumacher | Mercedes             | 56   | +1 kolo        | 8     |      |
| 18     | 12    | Pastor Maldonado   | Williams-Cosworth    | 56   | +1 kolo        | 15    |      |
| 19     | 20    | Heikki Kovalainen  | Lotus-Renault        | 55   | +2 kola        | 19    |      |
| 20     | 21    | Jarno Trulli       | Lotus-Renault        | 55   | +2 kola        | 20    |      |
| 21     | 24    | Timo Glock         | Virgin-Cosworth      | 55   | +2 kola        | 21    |      |
| 22     | 25    | Jérôme d'Ambrosio  | Virgin-Cosworth      | 55   | +2 kola        | 23    |      |
| 23     | 23    | Vitantonio Liuzzi  | HRT-Cosworth         | 54   | +3 kola        | 22    |      |
| 24     | 22    | Narain Karthikeyan | HRT-Cosworth         | 54   | +3 kola        | 24    |      |

## Průběžné pořadí šampionátu
Pohár jezdců
| Pořadí | Jezdec           | Body |
| ------ | ---------------- | ---- |
| 1      | Sebastian Vettel | 186  |
| 2      | Jenson Button    | 109  |
| 3      | Mark Webber      | 109  |
| 4      | Lewis Hamilton   | 97   |
| 5      | Fernando Alonso  | 87   |

Pohár konstruktérů
| Pořadí | Konstruktér      | Body |
| ------ | ---------------- | ---- |
| 1      | Red Bull-Renault | 295  |
| 2      | McLaren-Mercedes | 206  |
| 3      | Ferrari          | 129  |
| 4      | Renault          | 61   |
| 5      | Mercedes         | 58   |